# Чудійович Ігор Ярославович
Ігор Ярославович Чудійович (13 листопада 1960, м. Сколе, Львівської області) — український краєзнавець, дослідник історії Сколівщини. Збирач української старовини, |бібліофіл, фотограф, філокартист.

## Освіта
- 1983 — закінчив Львівський зооветеринарний інститут.

## Кар'єра
- Працював головним ветеринарним лікарем радгоспу «Березівський», Рокитнівського району, Рівненської області.
- з 2008 — працює в Центрі соціальних служб сім'ї, дітей та молоді Сколівської районної державної адміністрації.

## Громадська діяльність
- заступник голови районного культурологічного Товариства «Бойківщина»;
- до початку проголошення Незалежності України — голова історико-культурного Товариства «Писана Криниця»;
- ініціатор відновлень ряду історичних пам'яток в районі.

## Публікації
Автор понад 200 статей в українській періодиці. Випустив дві книги:
- Історія вузькоколійки Сколівських Бескидів
- До історії мисливства та рибальства на Сколівщині, Стрий, 2010[1].

## Інше
Проживає в м. Сколе.

## Виноски
1. ↑  huntingukraine.com [Архівовано 5 березня 2016 у Wayback Machine.] Тетяна Зінкевич. Люби і знай свій рідний край.

| українська персоналія | Це незавершена стаття про особу, що має стосунок до України. Ви можете допомогти проєкту, виправивши або дописавши її. |